# 科羅莫羅
科羅莫羅是哥倫比亞的城鎮，位於該國東北部，由桑坦德省負責管轄，始建於1729年4月6日，面積554平方公里，海拔高度1,651米，2005年人口6,110，人口密度每平方公里11.03人。
6°18′N 73°02′W / 6.300°N 73.033°W